# Спелеогрифовые
Спелеогрифовые (лат. Spelaeogriphacea) — отряд ракообразных, относящийся к классу высшие раки (Malacostraca). Включает единственное семейство Spelaeogriphidae. Длина тела большинства представителей не превышает 10 миллиметров. Об экологии представителей отряда известно мало.
Описано только четыре вида, причём все они ведут подземный образ жизни. Из всех трёх родов Potiicoara известен только из пещеры в бразильском Мату-Гросу, Spelaeogriphus — со Столовой Горы в Южной Африке, и два вида рода Mangkurtu — из отдельных водоносных пластов в Австралии. Такие удалённые друг от друга места обитания предполагают раннее возникновение спелеогрифовых, предположительно 200 миллионов лет назад в океане Тетис, омывающем Гондвану.
К спелеогрифовым также относят ископаемый вид Acadiocaris novascotica.

## Таксономия
- Spelaeogriphidae
  - Spelaeogriphus lepiops Gordon, 1957
  - Potiicoara brasiliensis Pires, 1987
  - Mangkurtu mityula Poore & Humphries, 1998
  - Mangkurtu kutjarra Poore & Humphreys, 2003